# Andy Hoepelman
Ilja Mohandas "Andy" Hoepelman, född 26 mars 1955 i Hilversum, är en nederländsk vattenpolospelare. Han representerade Nederländerna vid olympiska sommarspelen 1976 i Montréal. I OS-turneringen 1976 tog Nederländerna brons. Hoepelman spelade åtta matcher i turneringen.